# Karlsruher Institut für Technologie

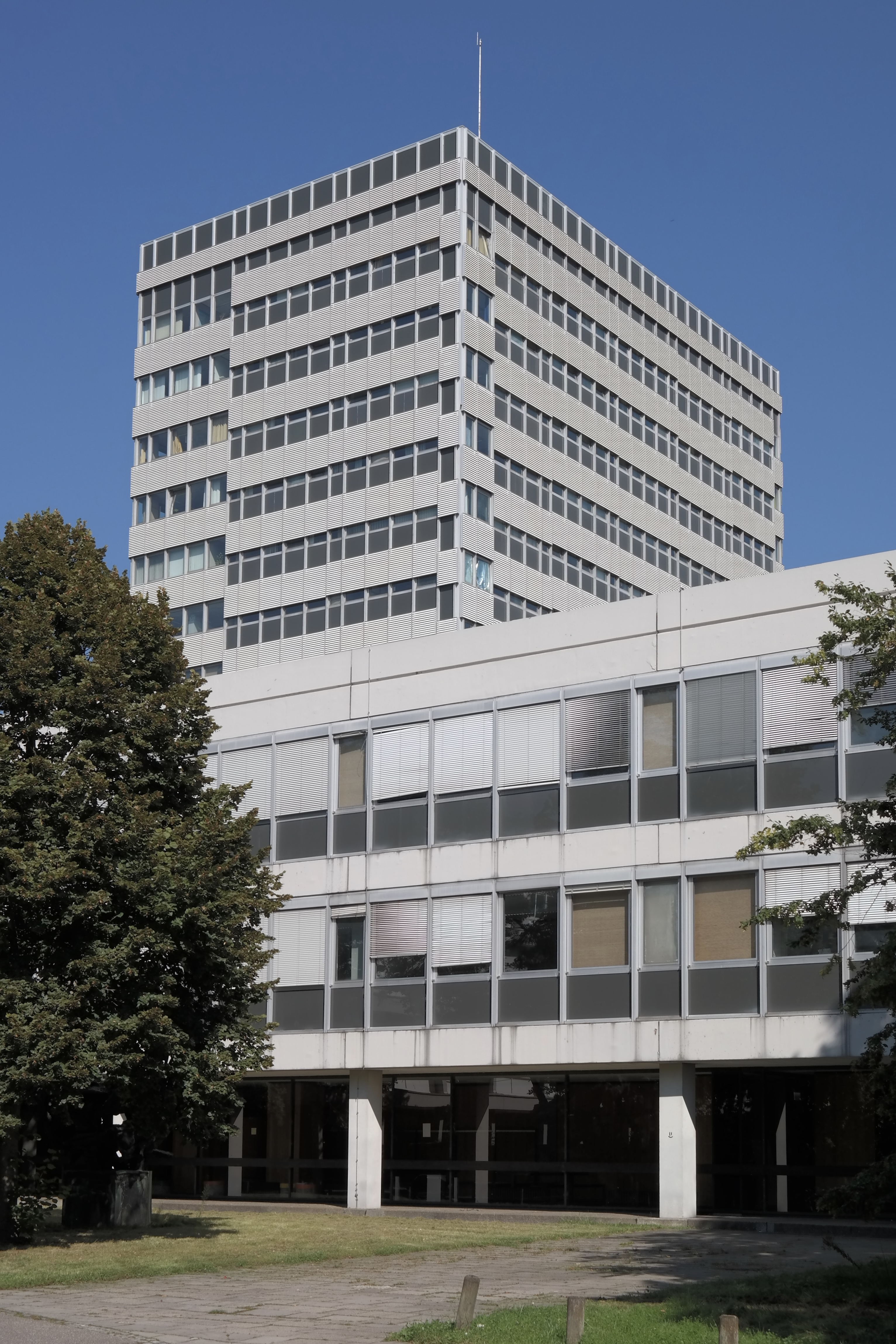
"Physik-Hochhaus"

Het Karlsruhe Instituut voor Technologie (KIT) is een technische universiteit in Karlsruhe, gelegen in de Duitse deelstaat Baden-Württemberg.
Het Karlsruhe Instituut voor Technologie werd gevormd in 2009 door de fusie van de Universität Karlsruhe, ook gekend als de Fridericiana (uit 1825) en het Forschungszentrum Karlsruhe, in 1956 opgericht als het Kernforschungszentrum Karlsruhe, of KfK.
De instelling is lid van TU9, een samenwerkingsverband van de meest bekende en grootste Duitse Technische Universiteiten. Europees wordt samengewerkt met de partnerinstellingen binnen de samenwerkingsverbanden EUA, CESAER en CLUSTER.

## Universität Karlsruhe
Voorloper van het KIT was de Universität Karlsruhe, op 7 oktober 1825 opgericht als de Polytechnische Schule. In 1865 gaf groothertog Frederik I van Baden de school de status van hogeschool. Sinds 1902 werd de hogeschool ook gekend als de Fridericiana, waarmee de naam van groothertog Frederik werd vereerd door de instelling. In 1885 werd het een Technische Hochschule, en in 1967 werd de instelling een volwaardige universiteit waarmee ook doctorsgraden konden uitgereikt worden. Tot 1967 kon de instelling enkel de graad van Dr.-Ing. uitreiken, wat de instelling gemeen had met alle Duitse technische hogescholen sinds 1899.
De nauwe samenwerking met het Forschungszentrum Karlsruhe leidde in 2006 tot een princiepsakkoord tot fusie wat in 2009 werd gefinaliseerd. De nieuwe naam is een verwijzing naar het Massachusetts Institute of Technology wat als voorbeeld voor de universiteit telt.
Bekende alumni waren de natuurkundigen Heinrich Hertz en Edward Teller, uitvinders Carl Benz en Richard Dedekind, de oprichters van SAP SE, wis- en natuurkundige Johann Jakob Balmer, de architecten Hans Kollhoff en Albert Speer en de ingenieurs Eduard Alexander Rubin, Herman S. Hallo, Franz Reuleaux en Emil Škoda. Ook de Nobelprijswinnaar Lavoslav Ružička studeerde in Karlsruhe.
De volgende vier Nobelprijswinnaars waren als docent of onderzoeker met de universiteit verbonden: natuurkundige Karl Ferdinand Braun en de chemici Fritz Haber en Hermann Staudinger waren professoren, chemicus George de Hevesy werkte er als onderzoeker. Daarnaast waren ook de natuurkundigen Wolfgang Gaede en Otto Lehmann, de eerder als alumnus ook reeds vermelde natuurkundige Heinrich Hertz, de botanici Alexander Braun en Moritz August Seubert, de ingenieurs Franz Grashof, Ferdinand Redtenbacher en Wilhelm Nußelt, computerwetenschapper Karl Steinbuch en de wiskundigen Karl Heun en Ernst Schröder eveneens professoren aan de Fridericiana.
Aken · Augsburg · Bamberg: Otto-Friedrich · Bayreuth · Berlijn (Vrije Universiteit · Humboldt · Technische Universiteit · Kunsten) · Bielefeld · Bochum · Bonn · Braunschweig · Bremen (Universiteit Bremen · Jacobs University) · Chemnitz · Clausthal · Cottbus-Brandenburg · Darmstadt · Dortmund · Dresden · Duisburg-Essen · Düsseldorf: Heinrich Heine · Eichstätt-Ingolstadt · Erfurt · Erlangen-Neurenberg: Friedrich-Alexander · Frankfurt am Main · Frankfurt an der Oder: Europa · Freiberg · Freiburg · Gießen · Göttingen: Georg August · Greifswald: Ernst Moritz Arndt · Hagen · Halle-Wittenberg: Martin Luther · Heidelberg: Ruprecht Karls · Hamburg (Hamburg · HafenCity · Hamburg-Harburg · Helmut Schmidt) · Hannover (Hannover · Medische Hogeschool) · Hildesheim · Hohenheim · Ilmenau · Jena: Friedrich Schiller · Kaiserslautern · Karlsruhe · Kassel · Keulen · Duitse Sporthogeschool Keulen · Kiel: Christian Albrechts · Koblenz-Landau · Konstanz · Leipzig · Lübeck · Lüneburg: Leuphana · Magdeburg: Otto von Guericke · Mainz: Johannes Gutenberg · Mannheim · Marburg: Philipps · München (Ludwig Maximilians · Technische Universiteit · Oekraïense Vrije Universiteit · Universiteit van het Bondsleger) · Münster · Oldenburg: Carl von Ossietzky · Osnabrück · Paderborn · Passau · Potsdam · Regensburg · Reutlingen · Rostock · Saarbrücken · Siegen · Stuttgart · Trier · Tübingen: Eberhard-Karls · Ulm · Vechta · Weimar: Bauhaus · Witten: Herdecke · Wuppertal · Würzburg: Julius Maximilians
Aalborg ·
Aken ·
Barcelona ·
Belgrado · 
Berlijn · 
Boedapest · 
Boekarest · 
Braunschweig · 
Brno ·
Darmstadt ·
Delft ·
Dresden ·
Dublin ·
Enschede · 
Gdańsk · 
Gent ·
Glasgow · 
Göteborg ·
Graz ·
Grenoble ·
Guildford · 
Haifa ·
Hannover ·
Helsinki ·
Istanboel ·
Karlsruhe ·
Kaunas ·
Lausanne ·
Leuven ·
Lissabon ·
Lissabon NOVA ·
Louvain-la-Neuve ·
Lund · 
Lyon ·
Madrid ·
Milaan ·
Parijs-Saclay ·
Parijs ParisTech ·
Porto ·
Poznań ·
Praag ·
Riga ·
Sheffield · 
Stockholm ·
Stuttgart ·
Tallinn ·
Tomsk ·
Trondheim ·
Turijn ·
Valencia ·
Warschau ·
Wenen ·
Zürich